# Els elegits
Els elegits (títol original en anglès, The Chosen) és un drama televisiu basat en la vida de Jesús de Natzaret, creat, dirigit i co-escrit pel cineasta nord-americà Dallas Jenkins. És la primera sèrie de diverses temporades sobre la vida de Jesús, i la primera temporada va ser la sèrie de televisió o projecte de cinema amb més micromecenatge de tots els temps. Els creadors de la sèrie esperaven diferenciar la nova sèrie de les anteriors representacions de Jesús elaborant una història basada en episodis a través de diverses temporades. La sèrie retrata Jesús "a través dels ulls dels qui el van conèixer". A més de VidAngel i la seva pròpia aplicació, la sèrie s’emet en diversos serveis d'streaming.
Ha estat doblada al català per IB3 i per a À Punt, encara que, en aquest cas, el doblatge ha de ser seleccionat a la segona pista d'àudio.

## Visió general
Els elegits és un drama televisiu de diverses temporades sobre Jesucrist. El creador de la sèrie, Dallas Jenkins, volia crear una sèrie sobre Jesús que es pogués mirar com una marató de sèries". La intenció de Jenkins no era només aprofundir en les persones que es van trobar amb Jesús i veure Jesús a través dels ulls dels qui el van conèixer, sinó també mostrar-lo d’una manera més "personal, íntima, immediata".
La primera temporada presenta Jesús i la crida dels seus primers deixebles. La segona temporada se centra en el començament del seu ministeri públic i el que passa quan la notícia del seu ministeri comença a estendre's.

## Episodis
| Temporada | Episodis | Primer llançament | Darrer llançament |
| --------- | -------- | ----------------- | ----------------- |
| Pilot     |          | 24 desembre 2017  |                   |
| 1         | 8        | 21 abril 2019     | 26 novembre 2019  |
| 2         | 8        | 4 abril 2021      | 22 juliol 2021    |

## Temes
Tot i que té una tendència evangèlica hi ha consultors de tres tradicions religioses que fan aportacions. Com a consultors, hi ha el rabí messiànic Jason Sobel de Fusion Global Ministries, el sacerdot catòlic i director de Family Theatre Productions, David Guffey, i el professor de Nou Testament a la Universitat de Biola, Doug Huffman. Revisen guions i proporcionen fets o context sobre la història bíblica, cultural i sociopolítica de la història.
Compta amb molta diversitat pel que fa a les característiques dels actors, cosa que no passa sovint a la televisió i al cinema basats en la Bíblia.

## Antecedents i producció

### Desenvolupament
Els elegits està basat en The Shepherd, un curtmetratge que Jenkins va fer sobre la nit de Nadal a Harvest Bible Chapel, a Elgin, Illinois, EUA, i que el filmava a la granja d’un amic de Marengo. La pel·lícula va cridar l'atenció del servei de filtratge basat en la fe VidAngel, que es va veure embolicat en una demanda per infracció dels drets d'autor amb els principals estudis de Hollywood i, per tant, buscava contingut original per distribuir. VidAngel va suggerir posar el curtmetratge a Facebook com a pilot conceptual per generar interès per la idea de Jenkins d'una sèrie de diverses temporades. El curtmetratge va rebre més de 15 milions de visualitzacions a tot el món.
Per crear Els elegits, Jenkins es va associar amb l'estratega de màrqueting de vídeo Derral Eves, amb Eves com a productor executiu. VidAngel, juntament amb Eves i Jenkins, van recórrer al micromecenatge per recaptar diners per produir la primera temporada, utilitzant una disposició de la JOBS Act de 2016 que permet a les empreses utilitzar el micromecenatge per oferir una part de la propietat i els beneficis de la companyia als inversors en línia, en lloc dels arbitraris "avantatges" que ofereix el crowdfunding regular. Al final de la primera ronda de recaptació de fons, el gener de 2019, el projecte havia recaptat més de 10,2 milions de dòlars de més de 16.000 inversors, superant el Mystery Science Theatre 3000 com el projecte filmat amb més recursos financers de micromecenatge. Cada inversor va rebre participacions al programa i està regulat per la Securities and Exchange Commission (SEC) dels Estats Units.
La recaptació de fons de la segona temporada havia assolit els 6 milions de dòlars de més de 300.000 inversors a partir de l'1 de juliol de 2020.
Els creadors de la sèrie han expressat que desitgen que Els elegits sigui vist per més de mil milions de persones.
Estan previstes set temporades.

### Rodatge
La primera temporada es va filmar durant 60 dies a Weatherford, Texas, i va utilitzar Capernaum Village, que ofereix lloguer de platges i experiències en directe per a turistes, per recrear l'històric Cafarnaüm. El rodatge es va complementar amb un escenari sonor i efectes visuals.
La segona temporada va traslladar el rodatge a la versió de l'Utah de l’antic Israel a Goshen, al comtat d’Utah, on l’Església de Jesucrist dels Sants dels Darrers Dies va construir una rèplica de la pel·lícula de Jerusalem per filmar escenes dels seus vídeos sobre la Bíblia i el Llibre de Mormó. Es tracta de la primera vegada que es concedeix a una producció que no està afiliada a l'església LDS accés al cinema en aquest plató.
La segona temporada es va filmar durant la pandèmia COVID-19, cosa que va suposar un desafiament per a la producció cinematogràfica. Es van utilitzar 2.000 extres per filmar l'escena del Sermó a la Muntanya, a tots els quals se'ls va exigir una prova de PCR negativa abans del rodatge. Seguir els protocols COVID-19 va costar a la producció de la segona temporada 750.000 dòlars addicionals.

## Llançament
La primera temporada es va distribuir gratuïtament a la seva pròpia aplicació mòbil a tot el món, així com a la plataforma de transmissió VidAngel als Estats Units. Al març i abril de 2020, en resposta a la pandèmia COVID-19, la primera temporada d'Els elegits va estar disponible de forma totalment gratuïta sense restriccions a través de la seva aplicació.
Després del llançament a través de la seva pròpia aplicació, la temporada 1 va començar a emetre’s a BYUtv a finals del 2020. A principis del 2021, l'emissió s'havia estès a altres xarxes cristianes i familiars com Trinity Broadcasting Network i UPtv, així com el servei de transmissió Peacock de NBC.
El 16 de març de 2021, Dallas Jenkins, el creador de la sèrie, va anunciar que la data d'estrena del primer episodi de la temporada 2 seria el diumenge de Pasqua, el 4 d'abril de 2021, amb l'objectiu de llançar un episodi setmanal després.

## Recepció
L’èxit de la sèrie s’atribueix a la narració artística i a la rellevància cultural, tot mantenint-se fidel al missatge dels evangelis. Escrivint a Film Threat, Alan Ng va qualificar la sèrie d'"intel·ligent i perspicaç per a un públic contemporani".
L'episodi 8 de la temporada 1 ("I am He") va obtenir dues nominacions al premi Movieguide.
L’agregador de revisions Rotten Tomatoes va informar que el 100% dels crítics han donat una revisió positiva de la temporada 1 basada en 8 comentaris, amb una qualificació mitjana de 8,08 sobre 10. El públic ha donat a la temporada 1 d'Els elegits una puntuació positiva mitjana del 99% basada en 4.672 crítiques a partir del 2021.
Fins a l’agost del 2020 s’havia vist prop de 50 milions de vegades a 180 països. A finals de març de 2021, la primera temporada s’havia vist més de 100 milions de vegades. El juny de 2021, la sèrie s’ha vist 150 milions de vegades i s’ha traduït a 50 idiomes. A agost de 2021, el seu canal de YouTube tenia 1,3 milions de subscriptors.